# (201) Penélope
(201) Penélope es un asteroide perteneciente al cinturón de asteroides descubierto el 7 de agosto de 1879 por Johann Palisa desde el observatorio de Pula, Croacia.
Está nombrado por Penélope, un personaje de la mitología griega.